# Wiązanka melodii młodzieżowych
Wiązanka melodii młodzieżowych – debiutancki album Formacji Nieżywych Schabuff (wówczas jako Formacya Nieżywych Schabuf) z 1989 roku, wydany nakładem wydawnictwa Wifon.
W pochodzącym z tej płyty przeboju "Klub wesołego szampana" śpiewa aktorka Małgorzata Pieńkowska. Wszystkie teksty napisał Jacek Pałucha, z wyjątkiem "Klubu..." autorstwa Wojciecha Płocharskiego. Muzyka: Formacja Nieżywych Schabuff. Projekt graficzny: Jacek Pałucha. Realizacja: Jerzy Orlecki, Waldemar Walczak.

## Lista utworów
źródło:
strona A
1. "Swobodny dżordż" – 3:38
2. "Kosmiczny zabijaka" – 1:55
3. "Kiedy zamykam oczy" – 4:11
4. "Palę faję" – 2:54
5. "Centrum wynalazków" – 4:28
6. "Z nożem na ptaki" – 2:43

strona B
1. "Radość młodego nicponia" – 2:29
2. "Klub wesołego szampana" – 3:51
3. "Najgłupsza piosenka świata - Kibel" – 3:52
4. "Lubię grać muzykę" – 3:18
5. "Zangaro" – 7:40

## Twórcy
źródło:
- Jacek Pałucha – śpiew, bongosy
- Olek Klepacz – klawisze, głosy
- Wojtek Wierus – gitara, głosy
- Jacek Otręba – syntezator
- Rafał Łuszczyk – gitara basowa
- Robert Bielecki – bębny

gościnnie
- Jerzy Filar – instrumenty perkusyjne, perkusja
- Jacek Grabe-Zaręba – wiolonczela (6, 8, 11)
- Joanna Jeżewska – śpiew (5-6)
- Andrzej Kuprianowicz – fagot (1-2)
- Sylwia Mystek – altówka (6, 8, 11)
- Małgorzata Pieńkowska – śpiew (5, 8)
- Wojtek Płocharski – śpiew (8)